# Kirils Ševeļovs
Kirils Ševeļovs (Riga, 2 giugno 1990) è un ex calciatore lettone, di ruolo difensore.

## Caratteristiche tecniche
Giocava nel ruolo di difensore centrale, di piede destro

## Carriera

### Club
Ha giocato nella massima serie lettone, totalizzando 228 presenze in 11 anni di carriera.
Ha esordito con la maglia del RFS Riga, all'epoca nota come Daugava Rīga, il 15 marzo 2009, contro il Ventspils. Segnò la prima rete il 13 aprile 2009, nella partita contro il Tranzit valido per la quinta giornata di campionato, mettendo a segno una doppietta.
Dopo la retrocessione del club, avvenuta dopo lo spareggio perso contro il Jaunība Rīga, si trasferì allo Skonto, dove conquistò immediatamente il campionato. Rimase allo Skonto fino al 2012, perdendo progressivamente il posto da titolare, tanto che nel 2012 giocò spesso con lo Skonto-2, la formazione riserve che militava in seconda serie. Nonostante questo diede il suo contributo alla vittoria della Coppa di Lettonia, entrando anche nel corso della finale contro il Metalurgs Liepāja
Nel 2013 si trasferì, quindi, al Daugava, club con cui vinse la supercoppa ed ebbe la possibilità di esordire nelle coppe europee: il 23 luglio 2013 giocò, infatti, la gara contro l'Elfsborg valida per il ritorno del secondo turno preliminare di qualificazione alla UEFA Champions League 2013-2014. Un anno più tardi giocò anche entrambe le gare valide per il primo turno preliminare di UEFA Europa League 2014-2015 contro il Víkingur Gøta.
Dal 2015 si è trasferito al Metta/LU, club di cui è diventato capitano nel corso della stagione 2018. Ha dato l'addio al calcio giocato nel gennaio del 2020.

### Nazionale
Ha giocato 5 gare con l'Under-21 lettone, tra il marzo 2011 e il gennaio 2012, tra cui la partita contro i pari età slovacchi valida per le qualificazioni al campionato europeo di calcio Under-21 2013.

## Statistiche

### Cronologia presenze e reti in nazionale
| Cronologia completa delle presenze e delle reti in nazionale ― Lettonia under 21 | Cronologia completa delle presenze e delle reti in nazionale ― Lettonia under 21 | Cronologia completa delle presenze e delle reti in nazionale ― Lettonia under 21 | Cronologia completa delle presenze e delle reti in nazionale ― Lettonia under 21 | Cronologia completa delle presenze e delle reti in nazionale ― Lettonia under 21 | Cronologia completa delle presenze e delle reti in nazionale ― Lettonia under 21 | Cronologia completa delle presenze e delle reti in nazionale ― Lettonia under 21 | Cronologia completa delle presenze e delle reti in nazionale ― Lettonia under 21 |
| Data                                                                             | Città                                                                            | In casa                                                                          | Risultato                                                                        | Ospiti                                                                           | Competizione                                                                     | Reti                                                                             | Note                                                                             |
| -------------------------------------------------------------------------------- | -------------------------------------------------------------------------------- | -------------------------------------------------------------------------------- | -------------------------------------------------------------------------------- | -------------------------------------------------------------------------------- | -------------------------------------------------------------------------------- | -------------------------------------------------------------------------------- | -------------------------------------------------------------------------------- |
| 24-3-2011                                                                        | ?                                                                                | Lituania under 21                                                                | 1 – 2                                                                            | Lettonia under 21                                                                | Amichevole                                                                       | -                                                                                |                                                                                  |
| 3-6-2011                                                                         | Zlaté Moravce                                                                    | Slovacchia under 21                                                              | 2 – 0                                                                            | Lettonia under 21                                                                | Qual. Europeo Under-21 2013                                                      | -                                                                                |                                                                                  |
| 21-1-2012                                                                        | ?                                                                                | Moldavia under 21                                                                | 0 – 0                                                                            | Lettonia under 21                                                                | Amichevole                                                                       | -                                                                                |                                                                                  |
| 22-1-2012                                                                        | San Pietroburgo                                                                  | Ucraina under 21                                                                 | 2 – 0                                                                            | Lettonia under 21                                                                | Amichevole                                                                       | -                                                                                | 46’                                                                              |
| 27-1-2012                                                                        | San Pietroburgo                                                                  | Russia under 21                                                                  | 2 – 1                                                                            | Lettonia under 21                                                                | Amichevole                                                                       | -                                                                                |                                                                                  |
| Totale                                                                           |                                                                                  | Presenze                                                                         | 5                                                                                |                                                                                  | Reti                                                                             | 0                                                                                |                                                                                  |

## Palmarès

### Club

#### Competizioni nazionali
- Campionato lettone: 1

Skonto: 2010
- Coppa di Lettonia: 1

Skonto: 2011-2012
- Supercoppa di Lettonia: 1

Daugava: 2013